# Rogue (personaje)
Anna Marie alias Rogue —conocida como Pícara en España y anteriormente como Titania en Latinoamérica—, es una superheroína ficticia que aparece en los cómics estadounidenses publicados por Marvel Comics. Es una mutante comúnmente asociada con los X-Men. El personaje debutó en Avengers Annual #10 publicado en 1981 como una villana, pero se unió al equipo de los X-Men poco después.
Rogue es parte de una variante de la especie humana conocida como mutantes. Tiene la capacidad de absorber (y, a veces también eliminar) involuntariamente los recuerdos, la fuerza física y los superpoderes de cualquier persona que toque. Por lo tanto, ella misma, considera que sus poderes son una maldición. Durante la mayor parte de su vida, limitó su contacto físico con los demás, incluido su interés amoroso y recientemente su esposo, Gambito. Sin embargo, después de muchos años, Rogue finalmente obtuvo el control total sobre su habilidad mutante.
Proveniente del ficticio condado de Caldecott, Misisipi, Rogue es la autodenominada belleza sureña de los X-Men. Era una fugitiva que fue adoptada por Mystique y Destiny de la Hermandad de Mutantes convirtiéndose en su segunda hija, desde entonces creció como una villana. Después de que absorbiera permanentemente los poderes Kree y la psíque de Ms. Marvel, ella se reforma y recurre a los X-Men, temiendo por su cordura. Su verdadero nombre y su historia temprana no se revelaron hasta casi 20 años después de su presentación. Inclusive su historia posterior, proporcionada por Robert Rodi en la serie Rogue que sigue en curso, la cual comenzó en septiembre de 2004, pero sus antecedentes solo se insinuaron. En algunas ocasiones, ha adoptado el nombre de Raven, que es el primer nombre de su madre adoptiva, Mystique.
Rogue ha sido uno de los miembros más destacados de los X-Men desde la década de 1980, ocupó el décimo lugar en la lista de "Las 100 mujeres más atractivas en cómics" de la Guía del comprador de cómics.[cita requerida] Rogue ha aparecido en la mayoría de las series animadas de X-Men y en varios videojuegos. En la serie de películas de X-Men, ella es interpretada por Anna Paquin.

## Introducción
Fue creada por el escritor Chris Claremont y el artista Michael Golden, y apareció por primera vez en Avengers Annual #10 (agosto de 1981).
Rogue considera que sus poderes son una maldición. Ella absorbe involuntariamente los recuerdos, la fuerza física, y en caso de personas con superpoderes, las habilidades de cualquiera con quien tenga contacto físico. Lo que la impide relacionarse físicamente con otros, incluyendo a su pareja de mucho tiempo, Gambito. Sus poderes siempre se ataron a las diferentes corrientes de artistas: inicialmente se decía que hurtaba poderes porque los absorbía y duraban en ella la misma cantidad de tiempo que su víctima los perdía o se recuperaba; luego, pasó a absorber poderes pero, solo los copiaba durante un tiempo hasta gastarlos, y sus víctimas mantenían sus poderes y su ser intactos después de un breve contacto, sin afectar su personalidad. Se desconoce la causa de esto.
Originaria de Misisipi, es hija de Mystique y Destiny, integrante de la Hermandad de mutantes diabólicos, pero se unió a los X-Men cuando los efectos secundarios del uso repetido de sus poderes mutantes (particularmente la absorción permanente de las habilidades de Ms. Marvel y poderes Kree) amenazaban con afectar su cordura.
Rogue ha sido un miembro popular y consistente de los X-Men desde la década de 1980. Ha aparecido en la mayoría de las series animadas y videojuegos de los X-Men. En las películas de los X-Men es interpretada por Anna Paquin.
Marvel reveló su nombre luego de mantenerlo oculto por casi 20 años, siendo uno de los misterios más grandes de los X-Men. Al parecer, Claremont, el guionista, decidió hacer homenaje a la Rogue de la película, cuya actriz era Anna Paquin, y en la película se revelaba ante Wolverine como Marie, por lo que la dotó del nombre Anna Marie, aunque su apellido aún es desconocido.

## Biografía ficticia

### Infancia
Anna Marie, es hija de Priscilla y Owen, dos jóvenes que vivían en una comunidad hippie. Desde joven, Priscilla siempre le había gustado salir y divertirse, al contrario de su hermana pequeña Carrie, quien siempre tuvo una actitud protectora hacia su hermana mayor. Cuando Priscilla conoció a Owen, con quien se casó para irse a vivir a una comunidad hippie, Carrie se quedó viviendo sola. Si bien no compartían los mismos puntos de vista, siguieron viéndose con regularidad. Cuando Priscilla quedó embarazada de Anna Marie, Carrie fue a vivir a la comunidad durante un tiempo y la asistió en el nacimiento de la pequeña. Poco después del nacimiento de Anna Marie, la comuna encontró a Lorenzo Moontreader (un viejo indio norteamericano). Con la asistencia de Owen la comuna rehabilitó al viejo borracho y con su ayuda pretendían acceder a las Orillas Lejanas, una dimensión mística de ensueño de donde provenían los mitos indios. Owen, en realidad planeaba usar a su esposa como sacrificio para acceder a ese paraíso, pero Priscilla y las fuerzas que operaban en las Orillas Lejanas se percataron sus intenciones. Con ayuda mística, Priscilla abrió el acceso a las Orillas Lejanas y entró en ellas sola. Al comprender lo que Owen y los hombres de la comuna habían pretendido, todas las mujeres abandonaron el lugar. Owen hallándose solo con Anna Marie, pidió ayuda a Carrie, quien crio a la niña sin mostrarle nunca el afecto que sentía por ella.
De niña, Anna Marie tenía un amigo llamado Cody Robbins. Ambos crecieron juntos y se enamoraron. Un día, Cody besó a Anna Marie, y la joven experimentó la primera manifestación de sus poderes mutantes. Los recuerdos del chico inundaron su mente y él cayó en un profundo coma. Asustada por lo ocurrido y sintiéndose culpable, Anna Marie abandonó su casa sin decirle nada a nadie. Ella se dio cuenta de que no podía controlar sus poderes mutantes. Con el temor de poder hacer daño a alguien, se fue a vivir sola a un bosque. La joven fue contactada por Raven Darkholme, la mutante llamada Mística, quién se enteró de los poderes mutantes de Anne Marie, gracias a las premoniciones de su amante, Irene Adler, la mutante conocida como Destiny. Mística encontró a Anna Marie y se ganó su confianza. Anna Marie adoptó el sobrenombre de "Rogue" y se fue a vivir con Mística y Destiny, considerándolas desde entonces como sus madres.

### Hermandad de mutantes malignos
Mística adiestró a Rogue en el uso parcial de sus poderes para absorber la memoria y las habilidades de otros mediante su tacto, pero no fue capaz de proporcionarle control sobre los mismos. Intentando llevar una vida normal, Rogue absorbió de nuevo accidentalmente la mente de un chico llamado Freddy. Se dio cuenta de que le era imposible vivir como los demás, por lo que empezó a participar en las actividades ilegales de su madre adoptiva, uniéndose de vez en cuando a la organización terrorista de Mística: la Hermandad de Mutantes Malignos. Con este equipo, Rogue llegó a enfrentar a los X-Men, a los Avengers y a Dazzler.
Mística había desarrollado una vieja rencilla con Ms. Marvel, por lo que decidió valerse de los poderes de Rogue para neutralizar a su enemiga.
La Hermandad emboscó a Ms. Marvel y la inmovilizó, entonces Rogue procedió a hacer contacto físico con ella para robarle sus poderes. Pero parece que los genes mutantes de Rogue, reaccionaron con el ADN extraterrestre en la sangre de Marvel, por lo que Rogue absorbió de forma permanente (sin desearlo) los poderes, energía y psique de Marvel. Con dos mentes en su cabeza, Rogue comenzó a enloquecer. Sabiendo que ni ella ni Mística podían ayudarla en su nueva crisis, Destiny sugirió que Rogue fuera enviada con el único hombre que podía ayudarla: el Profesor Charles Xavier, el líder de los X-Men.

### X-Men
En principio muchos miembros de los X-Men rechazaron a Rogue al considerarla una villana y una posible espía enviada por Mística. La chica estuvo a punto de abandonar la Mansión X, pero Bala de cañón, uno de los miembros de los Nuevos Mutantes, que había pasado por su misma situación, la ayudó a quedarse. El Profesor Xavier comenzó a tratar a Rogue. Él sabía que no podía ayudarle a controlar su poder, pero al menos le ayudó a contener la psique de Ms. Marvel que ella había robado, por lo que nuevamente pudo tener claridad y paz mental. Finalmente se ganó la confianza de todo el grupo cuando arriesgó su vida para salvar a Mariko Yashida, la prometida de Wolverine.
Al escuchar un mensaje frenético del antiguo amante de Ms. Marvel, Michael Rossi, la personalidad de Marvel se activa dentro de Rogue. Bajo el control de Marvel, Rogue invade el Helicarrier de S.H.I.E.L.D. para rescatar a Rossi. Su personalidad real comienza a luchar para recuperar el control, y durante varios minutos Rogue cambia rápidamente entre las dos personalidades. Aunque finalmente recupera el control, el incidente la deja atónita por la culpa del daño que le causó a Marvel.
Cuando la mutante Dazzler se une a los X-Men, su vieja enemistad con Rogue se pone en manifiesto. Su enemistad se intensificó con la llegada del extraterrestre Longshot al equipo. Ambas se sienten atraídas por él, pero finalmente Longshot termina por elegir a Dazzler.
Tiempo después, Rogue y los X-Men se enfrentaron al demonio Adversario en Dallas, Texas. Rogue se sacrificó junto a sus compañeros para destruir al Adversario. Sin embargo, Roma, la guardiana del Omniverso, intervino y "resucitó" a todos los X Men honrando su sacrificio. Rogue se trasladó a Australia con sus compañeros, donde fingieron estar muertos para el resto del mundo.
Más tarde, Rogue y Wolverine son capturados por los Magistrados de la isla de Genosha, quienes usaron al mutante Wipeout para neutralizar sus poderes mutantes. Esta fue la primera ve,z desde su adolescencia, en la que Rogue pudo entrar en contacto con otra persona sin absorberle la mente o energía. Sin embargo, los Magistrados aprovecharon la situación para abusar sexualmente de ella. El trauma sufrido hizo que se escondiera dentro de su propia mente dejando que la psique de Ms. Marvel tomara el control de su cuerpo. La personalidad de Marvel y sus conocimientos como agente secreto le permitieron escapar y ayudar a Wolverine a liberarse.
Tiempo después, durante un enfrentamiento contra el centinela Molde Maestro, Rogue fue lanzada accidentalmente al portal místico Siege Perilous, un portal místico australiano que ofrece una especie de "resurrección en vida" a todo aquel que lo cruce. Meses después, Rogue reapareció en la base australiana, pero los Reavers la habían ocupado. Rogue, huyó a través de uno de los portales teletransportadores de Gateway, apareciendo en la Tierra Salvaje. Pero al salir del Siege Perilous, su cuerpo se había dividido en el de ella y en el de la psique de Ms. Marvel. La personalidad de Marvel la atacó hasta casi matarla, pero la intervención de Magneto lo impidió. Magneto halló una cura y volvió a fusionarla haciendo que prevaleciera su mente y no la de Marvel. Rogue se queda durante unas semanas con Magneto, llegando a tener sentimientos hacia él. Ambos unen fuerzas para combatir a la hechicera conocida como Zaladane. Pero Rogue queda atónita cuando ve a Magneto atacar y matar con saña a Zaladane, por lo que decide huir de él y volver con los X-Men.
Rogue se instaló en la Isla Muir esperando encontrarse con sus compañeros perdidos. Finalmente volvió a los Estados Unidos reincorporándose a los X-Men, siendo enlistada en la unidad Azul del equipo. Allí, conoció a Gambito. Gambito coqueteó con todas las integrantes femeninas del equipo, sin embargo, Rogue llama su atención de inmediato y no oculta su deseo romántico por ella. El desarrollo de la relación de Rogue y Gambito es lento y difícil, en parte como resultado de la incapacidad de ella para controlar sus poderes y en parte como resultado de problemas a largo plazo con relaciones previas por parte de Gambito.
Como acto de penitencia, Rogue continúa visitando a Cody Robbins en un hospicio administrado por una orden religiosa. Más tarde es secuestrado por asesinos enviados por la exesposa de Gambito, Bella Donna Boudreaux, como parte de un plan de venganza contra Rogue. Él es usado como un peón en la lucha entre Rogue y la mutante Candra y finalmente muere. A través de un curandero espiritual de Bella Donna, Tante Mattie, Rogue puede hacer las paces con el espíritu de Cody. Cody no tiene resentimientos contra ella. Sabe que lo que sucedió fue un accidente y la insta a seguir adelante. Rogue y Gambito finalmente formalizan su relación. A pesar de no poder tener una relación normal, debido a que ella absorbería todos los poderes y recuerdos de su pareja con solo tocarlo, lograron ser una de las parejas más populares.
Cuando Legión, el hijo del Profesor Xavier, creó una serie de conflictos que pusieron en peligro la realidad, Rogue se animó por primera vez a besar a Gambito creyendo que el mundo iba a colapsar. El mundo no se acabó, y esto tuvo fatales consecuencias, pues Rogue no solo absorbió las memorias de Gambito, sino que también absorbió su energía, sumiéndole en un coma temporal. Ella abandonó por un tiempo a los X-Men tratando de aclarar sus sentimientos sobre Gambito después de descubrir ciertos detalles sobre él. En su camino Rogue se encuentra con Joseph, quién todos pensaban que se trataba de Magneto, amnésico luego de su feroz combate con Xavier en Avalon. La amenaza provocada por Onslaught provocó que Rogue se re integrara con los X-Men, llevando a Joseph con ella. Joseph se une a los X-Men, y su presencia crea una suerte de triángulo romántico con Rogue y Gambito.
Rogue, junto con Gambito, Joseph y otro grupo de X-Men, tienen un aterrizaje forzado en la Tierra Salvaje luego de una aventura en el espacio. Allí son capturados por el verdadero Magneto (quién utilizaba un disfraz de Erik el Rojo). Magneto no solo revela que Joseph es un impostor, sino que revela oscuros secretos del pasado de Gambito, como su relación con Mr. Siniestro y su responsabilidad al ayudarle a reunir al equipo de asesinos conocidos como los Merodeadores, para después encaminarles a la terrible masacre de los Morlocks. Esta revelación y la absorción de los recuerdos culpables de Gambito, causó que Rogue lo rechazara. Gambito fue expulsado de los X-Men y abandonado en el desolado territorio de la Antártida.
Rogue pasó meses buscando a Gambito sin éxito. Gambito se encontró con los X-Men cuando intentaba robar la legendaria Gema Escarlata de Cyttorak para su nuevo jefe y accedió a regresar al equipo principalmente por respeto propio y por Rogue.
En un momento, Rogue absorbió la mente y el poder de un alienígena que la tocó antes de caer para que ella pudiese acceder a sus conocimientos y recuerdos. Sin embargo, esto provocó un efecto en Rogue muy inusual, la mezcla de genes absorbidos se alborotó y empezó a manifestar sin control los poderes anteriormente absorbidos, así como los recuerdos y mentes ajenas, sin poder regular las manifestaciones.

### X-Treme X-Men y liderazgo de un equipo
Sage ayudó a Rogue con su poder de evolucionar poderes para que ella pudiese acceder a sus múltiples habilidades con un control sobre ellos.
Tiempo después, se unió al grupo disidente de los X-Men liderado por Tormenta, que estaba buscando los diarios que escribió Destiny (muerta años atrás), sobre el futuro y en los que se basaron gran parte de las actividades de la Hermandad de Mutantes. En los "Libris Veritatus", nombre de los diarios, Destiny había predicho la muerte de Vargas, un poderoso humano, a manos de Rogue. Vargas tenía en su posesión el volumen en el que se ilustraba su caída, por ello decidió afrontar su destino para intentar cambiarlo. El atacó a Rogue y a los X-Men en Valencia, España con la intención de matar a Rogue, pero Psylocke se sacrificó para salvar a su compañera.
Más tarde, Rogue volvería a enfrentarse a Vargas cuando los X-Men se encontraban en Madripoor deteniendo la invasión alienígena del conquistador extradimensional Khan. Durante la lucha, Rogue y Gambito fueron atravesados de lado a lado por la espada de Vargas. Rogue, usó su poder para "llamar" al poder de Wolverine y poder curarse de la herida. Pese a todo, fue capaz de seguir luchando y terminó derrotando a su enemigo. Rogue decidió no matar a Vargas, terminando así con la profecía que hablaba de la muerte del villano a manos de ella. Con esto, los diarios de Destiny quedaron parcialmente nulificados. La gravedad de las heridas sufridas y el uso extremo de sus poderes, hicieron que el cuerpo de Rogue se sobrecargara perdiendo por completo sus habilidades mutantes. Gambito también perdió temporalmente sus poderes durante su recuperación de la batalla.
Rogue heredó una modesta fortuna de parte de Destiny, así como una casa en Valle Soleado, California. Rogue y Gambito se retiraron a vivir a esa casa. Rogue adoptó el nombre de Anna Raven y montó un taller de mecánica. Al cabo de un tiempo, Gambito y ella volvieron a asociarse con los X-Men para combatir al depredador mutante Elías Bogan, y finalmente volvieron al Instituto Xavier. En el proceso, su compañera Sage usó su poder de activación mutante para reiniciar los poderes de Rogue.
Rogue y Gambito acudieron a terapia con Emma Frost para ayudar a sobrellevar su relación ahora que Rogue de nuevo no podía tener contacto físico con nadie. Mística, descontenta con la pareja su hija, decide disfrazarse como una nueva alumna llamada Fox. Mística, le propuso contacto físico a Gambito pero él lo rechazó. Al ver el rechazo, ella le dio una propuesta difícil de rechazar, una Rogue con la que pudiese tener contacto físico. Si Gambito aceptó o no, es desconocido, ya que cuando Rogue absorbió la mente de Mística ella estaba escudada por Pulso, un anulador de poderes que creó un campo de estática en la mente de Mística, en la cual ni Emma Frost pudo ingresar. Rogue finalmente descubrió la presencia de su madre en la escuela. Esto originó la separación que Mística esperaba y le permitió presentar a Rogue con su cómplice Pulse.
Después del regreso de Apocalipsis, Gambito se rindió ante el villano y fue transformado en uno de los Jinetes de Apocalipsis: La Muerte. Gambito pretendía penetrar el bando de Apocalipsis para proteger a los X-Men, pero sus cálculos fallaron, y la transformación de su cuerpo alteró también a su mente. A pesar de las alteraciones a su cuerpo y mente, Gambito conservó una gran porción de su antiguo ser, afirmándole a Apocalipsis, "soy Muerte y Gambito", al igual que recordaba su amor por Rogue y se mostraba incapaz de asesinarla. Tras la caída de Apocalipsis, Gambito desaparece de los X-Men sin que Rogue pueda rescatarlo.
Tiempo después, Rogue dirige a su propio equipo de X-Men. En una de sus misiones, es infectada por un virus y después es poseída por un ente extraterrestre llamado Hecatombe. Mientras Rogue se recuperaba, algunos miembros de su equipo (Mística y Lady Mastermind) traicionan al resto de los X-Men y secuestran a Rogue, llevándole inconsciente ante Mr. Siniestro y los Merodeadores. Allí se encuentra con Gambito, quién se ha unido a los Merodeadores.
En medio del combate entre los X-Men y los Merodeadores, Mística traiciona a Mr. Siniestro y se queda con la custodia de la nueva bebe mutante, Hope, la cual toca la piel de Rogue, curándola de todo mal y liberándola de todas las personas a las que alguna vez tocó. Al despertar, Rogue toca a Mística aparentemente matándola. Después, huye a un recóndito lugar de Australia (antigua base de operaciones de los X-Men) en busca de paz, donde descubre que Mística se encuentra dentro de su mente y que esta, es capaz de controlar su cuerpo, si Rogue lo permite. En Australia se encuentra con la forma humanoide del Danger Room: Peligro, quien la sumerge en una serie de proyecciones holográficas con fragmentos de su vida pasada. El Profesor Xavier y Gambito llegan a Australia para intentar ayudarla.

### Carrera en solitario y Uncanny Avengers
El Profesor Xavier y Peligro, ofrecen ayudar a Rogue a curarse, dándole la explicación de que sus poderes jamás han podido desarrollarse debido al trauma que le provocó absorber los recuerdos de Cody (momento en el que se manifestaron sus habilidades mutantes por primera vez). Al término de la sesión se desmaya; cuando despierta va a hablar con el Profesor, quien le asegura que todo está bien y que el procedimiento ha sido un éxito: sus poderes finalmente han alcanzado la madurez. Más tarde lo comprueba cuando es capaz de besar a Gambito sin ningún "efecto secundario". Y así después de 30 años ella finalmente tiene el control, al menos aparentemente.
Rogue, Gambito y Peligro deciden ir a San Francisco con el fin de reagruparse con los otros X-Men. En su camino son interceptados por Pixie, que los teletransporta a la ciudad, que se encuentra en un estado de caos debido a los movimientos anti-mutante y pro-mutante desatados por Norman Osborn. Cíclope envía a los tres con el fin de localizar a varios estudiantes que faltan y llevarlos a casa. Durante su misión, Rogue se enfrenta a la nueva Ms. Marvel y a Ares.
Rogue decide instalarse en Utopía junto con el resto de X-Men.
En un intento de lograr finalmente la divinidad, la malvada mutante Selene, junto con su criado, Eli Bard, resucitan muchos de los grandes aliados y villanos fallecidos de los X-Men. Entre los resucitados está la otra madre adoptiva de Rogue, Destiny, que intenta ponerse en contacto con ella a través de Blindfold, una alumna de los X-Men con poderes premonitorios. Pero Proteus ha poseído a Destiny, y a través de Blindfold los convence de viajar a la Isla Muir, donde les tiende una trampa. Finalmente, Rogue y un equipo de X-Men consiguen derrotar a Proteus y despide a su madre adoptiva cuando ésta regresa a su tumba.
Tras el sitio de Asgard, Rogue estuvo presente en el funeral de Sentry, donde se sugirió que era inmune a su poder y que una vez en el pasado, llegó a tener un contacto íntimo con él.
Durante el evento en el que Cable y Hope regresaron a nuestra línea de tiempo, Rogue fue capaz de sentir la presencia de Hope, tal como Destiny profetizó en el pasado. En el enfrentamiento contra las fuerzas de Bastion, Rogue absorbió los poderes de Coloso, X-23, Wolverine, Psylocke y Arcángel. Rogue, utiliza sus poderes combinados para combatir a Bastión y proteger a Hope, pero por desgracia, no puede evitar la muerte de Nightcrawler.
Rogue es nombrado protectora de Hope en Utopía y se le permite participar en la batalla final, donde finalmente destruye a Bastión. Como sus acciones y elecciones con Hope pusieron a la niña en peligro, Cíclope decide suspenderla del equipo. Ella, sin embargo, permanece como protectora de Hope y la acompaña a Alaska en busca de su verdadera familia.
Con la presencia de Magneto en Utopía, Rogue empieza un debate entre sus sentimientos por Gambito y Magneto. Gambito decide darle tiempo para decidirse, y ella tiene una noche de intimidad con Magneto. Más tarde, Rogue se une al Profesor Xavier, Frenzy, Magneto y Gambito en una misión para capturar a varias de las personalidades de Legion. Rogue combate a una de las personalidades de Legión, y al absorber sus poderes, es capaz de identificar el paradero de Havok, Polaris y Rachel Summers, que estaban perdidos en el espacio.
Tras los acontecimientos del "cisma", Rogue escoge estar en el equipo de Wolverine. Vuelven a Westchester, Nueva York para iniciar la "Escuela de Jean Grey para Jóvenes Dotados".
Después de la muerte del Profesor Xavier, Rogue es vista visitando su tumba. Allí se encuentra con la Bruja Escarlata, con la que tiene un enfrentamiento, mismo que es interrumpido por un misterioso personaje que ataca a ambas. Más tarde se revela que el instigador detrás del ataque de ambas, fue Cráneo Rojo, quien ha fusionado su cerebro y el de Xavier para darle acceso a sus tremendos poderes mentales.
Rogue se une a los Avengers, dentro de la llamada Unity Squad. Durante su presentación a la prensa, el equipo es atacado por el villano Grim Reaper al que Rogue aparentemente mata durante la batalla.
Más adelante, Grim Reaper reaparece como parte de los nuevos Jinetes de Apocalipsis. Sin embargo, volvió a la vida luego de que la Avengers Unity Squad es enviada al futuro por Kang el conquistador para evitar la crisis de Apocalipsis. Después de que la crisis había terminado, Rogue estaba en el proceso de volverse loca por todos los poderes de otros héroes que absorbió en el combate. La Bruja Escarlata lanzó un hechizo para devolver esos poderes a sus dueños. Con esto, Rogue perdió su capacidad de tocar libremente a los demás.
Más adelante, después de la derrota de Cráneo Rojo a manos de los X-Men y los Avenegrs, Rogue restauró la Avengers Unity Squad y fue nombrada líder del grupo.
Rogue es una de las víctimas de los efectos de las Nieblas Terrígenas de los Inhumanos sobre los mutantes, por lo que, periódicamente, tiene que aplicarse unas inyecciones o corre el riesgo de morir envenenada. Cuando Bestia, finalmente logra extraer el cerebro de Xavier de Cráneo Rojo, Rogue toma el cuerpo de Xavier, y con ayuda de la Antorcha Humana, incinera su cerebro apar evitar que caiga de nuevo en las manos equivocadas.

### Matrimonio con Gambito
Rogue finalmente regresa con los X-Men. Ella y Old Man Logan son contactados psiquicamente por Psylocke, quién ha sido atacado por el Rey Sombra desde el plano astral. En esta misión, Rogue se reencuentra también con Gambito.
Luego, Rogue regresa al Instituto Xavier. Kitty Pryde la envía en una misión encubierta con Gambito a la isla Paraíso como una suerte de "terapia de pareja", mientras investigan una misteriosa desaparición de mutantes. Ambos enfrentan sus emociones y desafíos de su relación y también descubren que sus recuerdos y poderes (así como los de los mutantes desaparecidos) son drenados por un mutante llamado Lavish. La pareja decide reconciliarse y Rogue agradece a Kitty por haberlos enviado a la misión. Una conversación con Tormenta y Nightcrawler incita a Gambito a proponerle matrimonio a Rogue luego de que Kitty cancela su boda con Coloso. La pareja decide aprovechar la presencia de todos sus amigos y son casados por el rabino que oficiaría la boda de Kitty.
Rogue y Gambito se van de luna de miel al espacio. Ellos reciben un mensaje de Kitty Pryde sobre un paquete secreto que deben encontrar. Sin embargo, el paquete involucra al Imperio Shi'Ar y varios otros también lo persiguen. Pronto descubren que el paquete es en realidad Xandra, que es la hija creada biogeneticamente de Xavier y Lilandra. Los recién casados pronto son atrapados por los shi'ar, pero pueden liberarse con la ayuda de Cerise y los Starjammers. Después de leer la mente de Rogue, Xandra ofrece arreglar sus habilidades para poder tocar a cualquiera, sin embargo, Rogue se niega, pues la última vez que lo intentó, no aprendió a controlarlo. Ellos son interrumpidos por Ave de Muerte y la Guardia Imperial y comienzan a luchar. Al darse cuenta de que están perdiendo la pelea, Xandra usa sus habilidades para hacer que todos piense que ella y Rogue fueron asesinadas. Después de que la Guardia Imperial y Ave de Muerte se van, Rogue descubre que sus poderes se han vuelto incontrolables, ya que ahora puede absorber recuerdos sin tocar a nadie. Xandra explica que sus poderes han evolucionado, Rogue tendrá que aprender a controlarlo por sí misma. Gambito y Rogue regresan a la Tierra.
Durante la temporada de vacaciones, Gambito y Rogue son arrastrados al Mojoverso. Al principio no se dan cuenta de lo que está sucediendo debido a que sus mentes se bloquean y la habilidad de Rogue se vuelve inestable. En un reality show montado por Mojo, Gambito entra en un bar donde conoce a una misteriosa morena que resulta ser Espiral. Ella restaura su memoria y le hace una oferta a Gambito: si él roba algo para ella, ella ayudará a Rogue con sus poderes y los ayudará a escapar. Espiral se encuentra con Rogue en su mente y le explica que hasta que este consciente de lo que puede hacer con sus nuevas habilidades, estará bloqueando inconscientemente el control sobre sus poderes.

## Poderes y habilidades
Debido a la naturaleza de sus poderes mutantes únicos ,Rogue ha tenido varias habilidades diferentes a lo largo de las décadas como drenar las habilidades de otros seres durante un breve periodo

### Poderes mutantes
Rogue, es una mutante con la habilidad de absorber la psique y las habilidades de otro ser humano (o miembros de algunas razas alienígenas inteligentes) a través del contacto con la piel. Rogue puede absorber los recuerdos, el conocimiento, los talentos, la personalidad y las habilidades físicas (sobrehumanas o no) de la persona a la que toca, además de duplicar ocasionalmente en sí misma las características físicas de su víctima. La víctima pierde esas habilidades y recuerdos exactamente por la cantidad de tiempo que Rogue los posee. Esta absorción suele dejar a la víctima debilitada y, en ocasiones, la deja inconsciente. Sus poderes también pueden debilitarse o eliminarse temporalmente. El poder de Rogue está constantemente activo, haciéndola incapaz de tocar a los demás sin que tenga lugar el proceso de absorción. Sin embargo, la evidencia sugiere que la incapacidad de Rogue para controlar sus poderes es de naturaleza psicológica. Este hecho ha sido corroborado desde entonces por el descubrimiento de que el poder de absorción de Rogue nunca se desarrolló más allá de la etapa de su manifestación original. Xavier posteriormente rectificó esto eliminando telepáticamente las barreras psicológicas que lo atrofiaban.
La transferencia de habilidades suele ser temporal, con una duración de un período de tiempo en relación con el tiempo que se mantiene el contacto, pero si Rogue se aferra a su víctima durante demasiado tiempo, la transferencia puede volverse permanente, dejando a la víctima casi muerta, como era el caso. con Ms. Marvel. Ms. Marvel luchó contra el proceso de transferencia, que Rogue atestiguó algún tiempo después de que ocurriera el incidente. La mayoría de las veces, este proceso ocurre instantáneamente cuando Rogue toca a alguien, pero ciertos seres extraordinariamente poderosos han demostrado ser resistentes al poder de Rogue, y es posible que solo comparta parte de sus recuerdos y poder, como fue el caso cuando Rogue una vez intentó absorber el poder del alienígena Magus. Sin embargo, en el proceso de hacerlo, ganó inmunidad al virus transmodo Technarch.
Después de entrar en contacto con el supervillano Pandemic, los poderes de Rogue se actualizaron por un breve tiempo a un toque de muerte instantánea. Usando sus poderes mejorados, Rogue absorbió la Hecatombe y las psiques dentro de ella, poniéndola en coma.
Mientras Rogue está absorbiendo la psique total de una persona, existe el riesgo de que una personalidad la abrume y tome el control de su cuerpo. También se ha demostrado que aunque los recuerdos que ha absorbido finalmente se desvanecen cuando una psique regresa a su cuerpo, los remanentes o "ecos" de las personalidades de las víctimas cuyos recuerdos ha absorbido permanecen enterrados en su subconsciente indefinidamente, y mientras está allí, hay poco o ningún riesgo de que esas personalidades la abrumen como lo haría la personalidad de Ms. Marvel, ocasionalmente pueden dar a conocer sus presencias.

### Habilidades mutantes completamente desarrolladas
Tras la conclusión de Messiah Complex, la pizarra de Rogue quedó limpia. El toque de la bebé mutante Hope borró misteriosamente todos los recuerdos y habilidades anteriores que Rogue había absorbido, incluidos los de la Hecatombe. También la curó del virus Strain 88. El toque de Rogue ahora simplemente roba los recuerdos y las habilidades de las personas con las que entra en contacto directo piel con piel. Cuanto más largo sea el contacto, más tiempo Rogue retiene la información absorbida, los poderes y también las habilidades de los individuos que absorbe. Ahora puede controlar sus poderes, haciendo que su toque sea letal, o no letal, a voluntad.
Después de los eventos de X-Men: Legacy, Rogue parece poder activar sus poderes a voluntad, en lugar de que estén constantemente activos, como se demuestra cuando besa a Gambito sin incidentes. Su incapacidad para controlar sus poderes provino de bloqueos mentales dentro de su mente que se formaban cada vez que usaba sus habilidades, paralizando el desarrollo de sus poderes desde su etapa inicial. Cuando el Profesor Xavier quita los bloqueos, se permite que sus poderes se desarrollen normalmente. Con este nuevo control, Rogue demuestra la capacidad de absorber y utilizar colectivamente todos los poderes de los Nuevos X-Men para derrotar a un Depredador X rebelde, sin daño aparente para ellos ni para ella misma. Su poder también afecta a los extraterrestres, como cuando Magik la transfirió a un planeta en otra dimensión, y uno de los extraterrestres la toca involuntariamente y ella gana la capacidad de comunicarse en su idioma, junto con su conocimiento.
Más tarde usa la versión de sus poderes que deja a las víctimas inconscientes contra los Vengadores durante su pelea con ellos, haciendo que Falcon y She-Hulk estén inmediatamente inconscientes y absorbiendo sus poderes sin ningún comentario negativo sobre su yo físico (además de la piel verde de She-Hulk).
El nuevo giro en los poderes de Rogue consiste en incitar a las víctimas de su contacto piel a piel a que den su consentimiento para el proceso. La víctima de Rogue puede resistir la absorción y sufrir, como originalmente con los poderes de Rogue, o someterse a la absorción, por lo que el proceso se vuelve completamente fluido sin consecuencias. Rogue ha utilizado este giro ampliamente en la serie Legacy; solo dos ejemplos de ello son cuando se ayuda a las víctimas de un colapso del metro absorbiendo las habilidades de todos los rescatadores en X-Men Legacy # 274, y también cuando se apaga un motín en una prisión de mutantes absorbiendo la existencia de algunos voluntarios mutantes en X-Men Legacy # 275.
Durante Uncanny Avengers, Rogue usó sus poderes para absorber las energías de numerosos superhéroes para oponerse al Celestial Executioner, afirmando que ella había "estado practicando"; incluso fue capaz de absorber los poderes basados en la energía iónica de Wonder Man (a quien antes no había podido absorber). Sin embargo, aparentemente debido a la escala de las energías que absorbió en el proceso, los poderes de Rogue han vuelto a su estado original, incapaz de tocar a nadie sin absorberlos automáticamente, y conserva la psique y los poderes de Hombre Maravilla.
Los poderes de Anna sufrieron otro cambio durante una batalla con la Guardia Imperial Shi'ar y una facción decadente de radicales liderada por Deathbird. La descendencia concebida genéticamente de Charles Xavier y Lilandra Neramani; Xandra había llegado a la mente consciente de Rogue y usó sus considerables habilidades telepáticas para iniciar un cambio en sus poderes. Inicialmente aparentemente no era diferente de antes, las habilidades de absorción de Rogue habían aumentado enormemente de lo que eran antes, aún sin tener control sobre sus habilidades, ella ahora tiene la capacidad de drenar energía vital y habilidades sobrenaturales de otros seres vivos a una buena distancia. Eliminando la necesidad de tocar físicamente a alguien para que sus poderes de desvío surtan efecto. Después de un esfuerzo tan desgarrador, Spiral le mostró cómo arreglar sus habilidades rotas, llevándola a ella y a Remy al Mojoworld donde Rogue se sumergió en su propio subconsciente y se reconcilió consigo misma. Al darse cuenta de que había estado limitando a propósito sus propias habilidades por miedo personal, ahora aceptando sus propias deficiencias, Rogue recuperó el control de su poder de absorción de fuerza vital y ahora podía iniciar voluntariamente el efecto de absorción masiva a distancia que Xandra desbloqueó dentro de ella.

### Poderes de Ms. Marvel
Cuando era joven, Rogue absorbió permanentemente los poderes sobrehumanos y la psique de Carol Danvers, la original Ms. Marvel. Esto le proporcionó una fuerza, resistencia, durabilidad, reflejos, velocidad y un séptimo sentido sobrehumanos. Pudo repeler balas y volar a velocidades subsónicas, al igual que Ms. Marvel. Además, poseía una fisiología humana mutante / Kree fusionada que la hacía resistente a la mayoría de las toxinas y venenos, con el efecto añadido de hacerla prácticamente invulnerable.
Rogue también ganó un "séptimo sentido" precognitivo que le permite predecir inconscientemente el movimiento de un enemigo durante la batalla. Ella usó esta habilidad para predecir dónde se teletransportaría Nightcrawler y desde qué dirección atacaría Magus de los Technarchy. Sin embargo, esta habilidad no siempre era confiable y se activaba de forma aleatoria y esporádica.
Cuando poseía la psique de Carol Danvers, su psique "dual" la hacía muy resistente a las sondas telepáticas, incluso a las de Charles Xavier, que se decía que era un subproducto de dos mentes que existían en un cuerpo y / o la fisiología de Kree / humana de Carol Danvers. La psique de Ms. Marvel finalmente se separó de la de Rogue en un número posterior, y fue destruida por Magneto.

### Impotente
Durante un tiempo, Rogue perdió todos sus poderes, incluidos los mutantes originales, después de que resultó gravemente herida en una pelea con el misterioso guerrero Vargas. Durante este período, mostró habilidades de lucha excepcionales y agilidad, aunque se dijo que no eran de naturaleza sobrehumana.
Ella también todavía poseía un "genoma fluido" que le permitió a Sage usarla como un conducto a través del cual canalizar los poderes mutantes del equipo X-Treme X-Men en una pelea contra Bogan.

### Poderes de Fuego Solar
En el breve volumen 3 de su serie homónima (2004-2005), Rogue absorbió una gran parte de los poderes de absorción solar del mutante Sunfire. Además de sus propias habilidades mutantes naturales, Rogue podría proyectar un intenso calor y llamas, envolver su cuerpo en un aura ardiente, volar enfocando su poder hacia abajo en una corriente apretada para propulsarla como un cohete, enfocar su poder hacia adentro para aumentarle fuerza (aunque no en sus niveles de Ms. Marvel), ejercite la inmunidad al calor y la radiación, y vea el espectro infrarrojo. Rogue finalmente fue purgada de estas habilidades cuando entró en contacto con Hope Summers.

### Poderes de Hombre Maravilla
Rogue actualmente posee la esencia de Hombre Maravilla, incluidos sus poderes y psique. Sus tejidos orgánicos han sido impregnados de energía iónica, lo que le otorga una variedad de habilidades sobrehumanas. Posee una fuerza sobrehumana suficiente para levantar más de 100 toneladas, así como cierto grado de velocidad, agilidad y reflejos sobrehumanos. Además, Rogue es virtualmente invulnerable al daño y es capaz de volar a altas velocidades. Los ojos de Rogue brillan en la oscuridad y su visión se extiende un poco hacia el espectro infrarrojo, lo que le permite ver en la oscuridad. Su nueva fisiología iónica también le otorga una forma de inmortalidad, protegiéndola de la edad y las enfermedades.

### Habilidades naturales
Rogue ha demostrado un buen conocimiento del combate sin armas cuando se encuentra en una posición en la que tiene que luchar en situaciones en las que no puede simplemente usar sus poderes para noquear a su enemigo. Ella también recibió un grado de entrenamiento del Profesor X para protegerse incluso contraataques telepáticos sutiles, este entrenamiento le permitió escapar de la reprogramación de Kobik de varios Vengadores y villanos para volver a reunir a sus compañeros de equipo contra esta nueva amenaza cuando incluso telépatas experimentados como Cable estaban atrapados en la ilusión.

## Otras versiones

### Era de Apocalipsis
En esta línea temporal, Rogue está casada con Magneto, y tienen un hijo, el pequeño Charles Lensherr. Ella fungía como colíder de los X-Men, y poseía poderes magnéticos que le robó a Polaris.

### Dinastía de M
Rogue funge como parte de la guardia de S.H.I.E.L.D. junto con Wolverine, Mystique, el Sapo, Nightcrawler y Spider-Woman.

### Ultimate Rogue
Rogue tiene 14 años era parte del proyecto Arma-X. Al ser liberada, se une a los X-Men. Y su nombre en este universo es Marian Carlyle.

### Amalgam Comics
Rogue se fusiona con Gypsy de DC Comics para conformar a Runaway.

## En otros medios

### Televisión
- X-Men Animated

En la serie animada de los 90', Rogue (conocida como Titania en el doblaje de Hispanoamérica y Pícara en el doblaje de España) es un personaje principal de la serie y es la versión animada más apegada a su contraparte impresa. Tiene una participación regular durante todas las temporadas y en ellas se exploran varios aspectos de su vida retratados originalmente en el cómic, como el momento en que descubre sus poderes, cuando absorbe los poderes de Ms. Marvel y su relación con su madre adoptiva Mystique y tiene una relación romántica con Gambito. Fue doblada en su versión original por Lenore Zann, en España por Carmen Consentino y en México (para Hispanoamérica) por Rocío Prado. 
- X-Men '97

En la nueva serie, su voz es nuevamente interpretada por Lenore Zann. Ella continua luchando con los X-Men en su misión de defender tanto a los mutantes como a los humanos. Pero como ella queda destrozada tras la muerte de Gambito, sintiendo dolor, furia y venganza, forma alianza con Magneto. Después de volver nuevamente con el equipo, es transportada en el pasado a unos años atrás en Egipto.
- Spider-Man

Aparece nuevamente con la voz de Lenore Zann. En el episodio "The Mutant Agenda", es donde ella y los X-Men reciben la visita de Spider-Man quién comienza a preocuparse por su creciente mutación y se siente un poco atraída hacia él. En "Mutants' Revenge", ella y su equipo ayudan a Spider-Man a enfrentar a Herbert Landon convertido en una criatura malvada y gigante con múltiples brazos que intenta matar a los héroes.
- X-Men Evolution

En esta serie, es uno de los personajes principales, Rogue es reimaginada como una adolescente rebelde de personalidad sarcástica, pero profundamente insegura, con una apariencia gótica / punk. Sus poderes la vuelven cínica y solitaria, pero en el fondo, es consumida por la necesidad de tener cercanía e intimidad con los demás. En su versión original, ella fue interpretada por Meghan Black, usando un fuerte acento sureño.
Rogue fue adoptada por Mystique y criada por Irene Adler / Destiny. Al principio se unió a la Hermandad de Mutantes, pero se fue después de descubrir que la reclutaron como un arma potencial. Ella desarrolla un interés romántico en Cíclope durante la mayor parte de la serie, aunque sus sentimientos por él se desvanecen pronto, después de que él y Jean comienzan a salir. Más tarde, se la ve interesada en Gambito cuando se conocen por primera vez en el episodio "Day of Reckoning" Part Two, en el episodio Dark Horizon – Part 1 ella lo besó para absorber sus poderes bajo el control mental de Mesmero (aunque parecía estar semiconsciente del beso expresándolo con una pícara sonrisa) y también lo besó cuando Gambito la secuestró en el episodio Cajun Spice (sin embargo, cuando concluyó la serie, el director Frank Paur insinuó que en algún momento en el futuro, después de la transformación de Jean en el Fénix, Rogue y Cíclope de manera eventual se involucrarían en una relación sentimental).
Rogue sentía desagrado por Jean aunque lo ocultaba, a pesar de los esfuerzos de esta última para mostrar su amistad y amabilidad, en parte debido a los celos que tenía hacia Jean por tener a Cíclope como su novio, y también porque representaba todo lo que Rogue no era - Jean era amigable, popular, y su poder no le impedía tener contacto físico con los demás. Aunque después de ayudarla a controlar su poder en el episodio Power Surge, Cíclope le preguntó a Rogue acerca de su buena acción hacia su rival romántico y ella admite que a pesar de sus diferencias, sabe que Jean se preocupa por ella y que Jean habría hecho lo mismo por ella si estuviera en problemas. Mientras mira a Jean acercarse a Scott, sabe que ella nunca podrá acercarse a él, lo que exacerba sus sentimientos sobre su incapacidad para desarrollar una relación cercana con alguien. Después de conocer la verdad sobre su relación con Mystique, ella comparte un vínculo con su "hermano pequeño" Nightcrawler, pero aún carece de una relación íntima como la que ella quiere.
La capacidad de Rogue para absorber la energía, poderes y las memorias de quien toque es muy fuerte en esta serie, tanto que en un episodio casi la vuelve loca, pero resulta vital en el ataque final contra Apocalipsis. A diferencia de otras versiones de Rogue en las adaptaciones a los medios de X-Men, los poderes que absorbe nunca se desvanecen por completo, y a veces, todavía puede usar el poder de un mutante mucho después de que los absorbiera por primera vez. Al igual que la versión cinematográfica de Rogue interpretada por Anna Paquin, no tenía la superfuerza o la habilidad de volar de Ms. Marvel como en los cómics pero muestra habilidad en el combate cuerpo a cuerpo. Sin embargo, en la visión de Xavier del futuro, Rogue aparece volando y sin guantes, esto último indica que en el futuro ella también podrá controlar su poder, absorbiendo la energía de sus enemigos a voluntad.
- Wolverine and the X-Men

En esta reciente versión animada, Rogue no es un miembro regular de los X-Men, ya que tiempo después de la explosión en la mansión que separó a los X-Men, ella se une a la  Hermandad de mutantes, persuadida por Domino. Es convencida por la Hermandad de ponerles una trampa a los reagrupados X-Men para posteriormente secuestrar al Senador Kelly  y absorber sus recuerdos. Tiempo después volvió unirse a los X-Men tras advertirles de un ataque de la Hermandad. Fue doblada en la versión original por Kieren van den Blink.
- X-Men (anime)

Rouge aparece en el capítulo final rescatando a unas personas del poder de Takeo.

### Cine
En la trilogía cinematográfica de los X-Men, Rogue es interpretada por la actriz canadiense Anna Paquin, al igual que la adaptación animada del 2000, esta versión de Rogue carece de la superfuerza y la habilidad de volar. En las películas, su relación con Wolverine se asemeja a la relación que este tenía con Shadowcat y con Jubilee en los cómics; la de un protector padre sustituto. Al igual que su contraparte de Ultimate Marvel, su interés amoroso es Iceman.
- En la primera película se muestra el momento en que Rogue (cuyo nombre real es Marie D'Ancanto) descubre sus poderes mutantes al extraer accidentalmente la energía vital de su novio mientras lo besa. Esto le provoca una aneurisma y termina en South Beach por varias semanas. Después de eso, Marie huye de su casa hacia Canadá y adopta su alias de Rogue cuando entra a un bar, donde observa a Wolverine quien tiene un altercado con algunos clientes. Más tarde alcanza a Wolverine y lo convence de llevarla en su camioneta. Los dos hablan y parecen desarrollar una relación de padre e hija. En el camino, ambos son atacados por otro mutante, Sabretooth, que es el esbirro de Magneto y aparentemente quería raptar a Wolverine, pero son rescatados por dos de los X-Men, Tormenta y Cíclope. Luego, es llevada junto a Wolverine a la escuela de jóvenes mutantes (superdotados) de los X-Men y se integra como otra estudiante de Charles Xavier. Particularmente se hace amiga de Bobby Drake / Iceman y John Allerdyce / Pyro. Pronto se descubre que Magneto en realidad la busca a ella, él la captura y la utiliza para hacer funcionar una máquina capaz de convertir a humanos en mutantes.

- En X-Men 2, Rogue comienza a salir con Iceman (su interés amoroso de la anterior película), a pesar de sus continuas dificultades para hacer contacto físico directo, algo que frustra a ambos. Más adelante en la película, Iceman queda impresionado al verla con un vestido puesto y la besa, al principio todo parece ir bien y continúan besándose por más tiempo pero pronto Iceman se ve obligado a alejarse cuando sus poderes inevitablemente comienzan a hacerle daño. Rogue y los otros X-Men logran escapar de la Mansión X cuando esta es atacada por los militares de William Stryker, quien envía sus fuerzas para capturar a los mutantes. Rogue, Iceman, Pyro y Wolverine se dirigen a la casa de la familia de Iceman en Boston. Sin embargo, el hermano menor de Iceman, enojado por el "don" de su hermano mayor, llama a la policía y les avisa sobre los X-Men. Cuando llegan, un policía le dispara a Wolverine en la cabeza, Pyro enfurecido empieza a destruir a muchos de los policías y sus vehículos. Rogue toca el pie de Pyro y absorbe sus poderes para detener el desastre que crea con su fuego. En esta escena, Rogue asume por primera y única vez un papel heroico en toda la trilogía al usar su poder para ayudar a los policías que corren peligro. Más tarde, se enoja con Magneto y quiere tocarlo pero su nuevo novio, Bobby, la detiene. Al final de esta parte, es intimada por Pyro y se arriesga a tomar el control del jet Blackbird de los X-Men. Tanto Rogue como Iceman finalmente son promovidos a la primera línea del equipo de los X-Men y se les dan uniformes oscuros similares a los demás al final de la película, cuando Xavier y los X-Men se encuentran con el presidente en la Casa Blanca.

- En X-Men: The Last Stand, una compañía farmacéutica anuncia que tienen una cura para el gen mutante. Rogue expresa interés en curarse de su poder, evidentemente anhelando tocar a alguien. Ella se enoja cuando Iceman comienza a tener una amistad con Kitty Pryde, especialmente después de ver como Kitty lo abraza durante una sesión de entrenamiento (lo hizo para evitar que un misil lo golpee) y más aún después de verlos patinar sobre hielo juntos. Molesta, Rogue se va para buscar la cura; Iceman la sigue a la compañía farmacéutica, pero no puede encontrarla. Al final de la película, regresa a la escuela, diciendo simplemente: "Lo siento, tenía que hacerlo". Cuando Iceman expresa su decepción y dice que eso no era lo que él quería, ella le responde: "Lo sé. Es lo que yo quería". Se revela que Rogue había tomado la cura, y se toman de la mano, Rogue con las manos desnudas (en el final alternativo de la película, se muestra que ella decide no tomar la cura y sostiene la mano de Iceman con guantes). Sin embargo, al final de la película, Magneto recupera sus poderes después de haber sido inyectado con la cura, lo que implica que no es permanente, pero sí que los mutantes pierden sus poderes por un tiempo muy prolongado.

- Anna Paquin retomó su papel en X-Men: días del futuro pasado donde tenía una escena de larga duración que fue eliminada y sólo obtuvo un pequeño cameo con Bobby al final de la película. Bryan Singer inicialmente anunció que el personaje había sido cortado ya que la subtrama "se volvió extraña", pero luego aclaró que si bien la mayor parte del metraje de Rogue había sido cortado, ella todavía aparecería en la película. En julio de 2014, la productora Lauren Shuler Donner confirmó que las escenas eliminadas de Paquin se incluirían en una versión de la película “con corte del director”. Bajo el título X-Men: Days of Future Past - The Rogue Cut, esta versión extendida fue lanzada el 14 de julio de 2015.[73][74][75] El estado de Rogue es desconocido durante la versión final de la película, aunque se muestra que Bobby Drake está en una relación con Kitty Pryde. La trama secundaria en la versión alternativa involucra a Xavier, Magneto y Bobby en una misión para rescatar a Rogue después de que Kitty es apuñalada por Wolverine, así que Rogue sustituye a Kitty y envía a Logan al pasado mientras Kitty descansa debido a la tensión de mantener el vínculo mental. Aunque Xavier creía que Rogue estaba muerta, Bobby revela que había sido capturada por los agentes humanos de los Centinelas y estaban experimentando con ella en Cerebro - el único lugar donde la mente de Xavier no podía llegar - para tratar de duplicar sus poderes (Bobby nunca lo mencionó antes ya que no pudo encontrar una manera de rescatarla). Con Xavier guiándolos, Bobby y Magneto logran penetrar la mansión y rescatarla, pero Bobby es asesinado mientras detiene a tres Centinelas para permitir que Magneto y Rogue escapen. Cuando llega al escondite, le dice a Kitty que Bobby no consiguió sobrevivir y que lo siente. Rogue, extrae los poderes de Kitty y se encarga de mantener la mente de Wolverine en el pasado, algo indica que Logan es consciente del cambio ya que parece sentir la presencia de Rogue. Una vez que los acontecimientos de 1973 son cambiados y el futuro apocalíptico es alterado por Wolverine en ambas versiones de la película, se muestra que Rogue está tomada de la mano con Bobby en la Mansión X.

- En Logan, en el año 2029, Laura tiene un cómic de los X-Men y se lo da a Logan. En el cómic, aparece junto a Charles Xavier, Wolverine, Storm, Colossus y Cíclope, en una parte del cómic se ve a Rogue cayendo por lo que parece ser un acantilado y a Wolverine ayudándola, se aprecia como Logan vio el cómic con una mirada triste.

### Videojuegos
- X-Men vs. Street Fighter
- Marvel vs. Capcom
- Marvel vs. Capcom 2
- X-Men: Mutant Academy
- X-Men: Mutant Academy 2
- X-Men Legends
- X-Men Legends II: Rise of Apocalypse
- X-Men: Next Dimention
- Spider-Man 2: Enter Electro
- Deadpool (videojuego)
- Marvel: Avengers Alliance
- Marvel: Contest of Champions
- Marvel Future Fight